# 黃土嶺戰鬥

黄土岭战斗中缴获的日军装X光机的药箱。一级文物

黃土嶺戰鬥發生於1939年11月，地點是河北省涞源县的黄土岭地区。是抗日戰爭中的戰鬥之一，交戰一方為中国共产党領導的國民革命軍第十八集團軍，即八路軍，另一方則為日本军独立混成第2旅团。
雁宿崖战斗结束之后，11月4日，驻张家口日军出动华北方面军驻蒙军独立混成第2旅团所属各部实行报复性“扫荡”。11月7日，日军进入黄土岭伏击圈，八路军当即发起攻击，日军伤亡过半。11月8日晨，日军多路增援，八路军遂撤出战斗，黄土岭战斗结束，日軍至少陣亡百人，受傷一百一十人，根據相關研究，日軍在雁宿崖與黃土嶺共戰死一百一十人。独立混成第2旅团旅团长阿部规秀中将陣亡。阿部规秀是共产党部队，也是中国军队在抗战正面战斗中击毙的军衔最高的日军指挥官。